# Взыскание долгов
Взыскание (возврат) долгов — процедура принудительного отъема дебиторской задолженности, включающая в себя: досудебную, внесудебную и судебную стадию взыскания и последующее исполнительное производство.

## Досудебная стадия взыскания задолженности
В досудебном процессе взыскания задолженности организация, занимающаяся взысканием долга, работает с клиентом без участия суда, путём поиска договорённостей о возможном погашении кредиторской задолженности путём реструктуризации долга. Реструктуризация долга может быть представлена в виде: установления нового графика погашения задолженности (увеличения срока погашения долга, временной отсрочки оплаты), снижение суммы долга (отмены штрафных санкций, пеней), а также может включать предоставления гарантии в качестве обеспечения исполнения обязательств должника либо заменой долговых обязательств иными долговыми обязательствами.
Досудебный процесс взыскания задолженности включает в себя стадии: Soft-collection (софт коллекшн) и Hard-collection (хард коллекшн).

### Soft-collection
Под Soft-collection (софт коллекшн) понимается дистанционное (без прямого контакта) уведомление клиента о наличии просроченной задолженности различными путями, в том числе СМС уведомлениями, телефонными звонками, сообщений посредством интернета (электронная почта, социальные сети). Период длительности данной стадии варьируется от 1 до 30 дней, реже до 60.

### Hard-collection
На стадии Hard-collection (хард коллекшн) понимается непосредственный контакт с клиентом, при котором коллектор лично информирует должника о наличии долга. Может производиться выезд по адресу регистрации, фактического проживания или юридическому адресу; лично или по почте вручаются: уведомления, извещения, требования. Период длительности данной стадии варьируется от 30 до 90 дней. При проведении переговоров контрагенты устанавливают причины неуплаты долга и пути совместного решения. Зачастую встречаются должники, которые под разными предлогами отказываются оплачивать долг.
На стадии хард коллекшн решается вопрос о передаче искового заявления в суд либо, при возможности погашения долга до суда, дальнейшая работа на данной стадии.
Одним из этапов в возврате долга является выставление претензии кредитором должнику. Претензия является началом судебного этапа взыскания задолженности, так как согласно АПК РФ предусматривает, что при предъявлении иска исковому заявлению необходимо приложить документ, подтверждающий направление претензии.
В претензии должны быть предъявлены все требования, которые в дальнейшем будут предъявлены в иске. На практике, в претензии указывается основание возникновения долга, сумма долга, а также, по желанию стороны, расчёт процентов за пользование чужими денежными средствами согласно ГК РФ или штрафных санкций, предусмотренных в договоре. В претензии также указывается срок на добровольное погашение задолженности должником.
Претензия направляется по юридическому адресу должника.

## Судебная стадия взыскания задолженности
Legal-collection — заключительная стадия работы с должником. Проводится кредитором (его сотрудником или представителем) в рамках судопроизводства или исполнительного производства. Как правило legal-collection осуществляется со 150-180-го дня с момента возникновения просроченной задолженности и заканчивается вынесением судебного решения и его исполнением, либо получением акта о невозможности взыскания и списанием задолженности.
Стадия Legal-collection предусматривает обращение Кредитора в государственный орган с целью защиты своих законных интересов.
В этой стадии можно выделить две части: судебное производство, в котором Кредитор предъявляет свои требования в суд с целью установления факта наличия задолженности и получения исполнительного документа, и исполнительное производство, в ходе которого производится исполнение решения суда, например при участии федеральной службы судебных приставов.
Исполнительный документ, в соответствии с ст.ст. 8, 8.1 и 9 Федерального закона от 02.10.2007 № 229-ФЗ (ред. от 23.07.2013) «Об исполнительном производстве», исполняется следующими лицами:
- банками и иными кредитными организациями;
- эмитентами и профессиональными участниками рынка ценных бумаг;
- лицами, выплачивающими должнику — гражданину периодические выплаты (при сумме взыскания денежных средств не превышающий двадцати пяти тысяч рублей).

#### Судебное производство
Основной целью стадии судебного производства является получение исполнительного документа. При этом закон[какой?] предусматривает два процесса получения исполнительного документа:
- приказное производство;
- исковое производство.

Под приказным производством понимается упрощённая процедура установленная[уточнить] Гражданским кодексом Российской Федерации для получения на основании заявления судебного приказа. Заявление о выдаче судебного приказа рассматривается в течение пяти дней исключительно мировым судьёй, однако в течение 10 дней со дня получения судебного приказа ответчик имеет право представить возражение относительно его исполнения, что ведёт к отмене судебного приказа. Цена иска подсудного мировому судье не должна превышать 50 тысяч рублей.
Исковое производство не имеет подобных ограничений, но имеет более сложную процедуру. В исковом заявлении, обязательно должны быть указаны статьи законодательства, все документы, являющиеся основанием для возникновения долга, размер долга, приведён расчёт штрафных санкций, приведены доказательства попыток досудебного урегулирования спора и приложены все подтверждающие задолженность документы. Один экземпляр искового заявления и приложений к нему, обязательно должен быть отправлен ответчику. В случае арбитражного судопроизводства суду предоставляются документы об их отправке.

#### Исполнительное производство
Исполнительное производство — заключительная стадия гражданского процесса, в которой уполномоченные органы и должностные лица производят исполнение исполнительных листов.
Взыскание в рамках данной процедуры производится на основании исполнительного документа (процессуального документа, который своей юридической силой может влиять на имущественные или неимущественные правоотношения физических и юридических лиц). Самым распространённым видом исполнительных документов является исполнительный лист.
Исполнительный документ может быть предъявлен судебному приставу-исполнителю в течение трёх лет с момента вступления судебного акта, на основании которого он вынесен, в законную силу.
В процессе исполнительного производства в зависимости от содержания исполнительного документа могут применяться различные меры принудительного исполнения.

## Внесудебное взыскание задолженности
Внесудебное взыскание задолженности представляет собой процесс обращение взыскания на заложенное имущество, если законом или соглашением не было предусмотрено обязательное обращение в суд. Данная мера предусмотрена статьёй 349 гражданского кодекса Российской Федерации, статей 24.1 закона РФ от 29.05.1992 № 2872-1 (ред. от 06.12.2011) «О залоге», статьёй 55 федерального закона от 16.07.1998 № 102-ФЗ (ред. от 07.05.2013) «Об ипотеке (залоге недвижимости)».
Имеется ряд исключений, на некоторые виды имущества обращение взыскания возможно только на основании решения суда.

#### Мировое соглашение
Даже после предъявления иска в суд сохраняется возможность решения вопроса путём мирового соглашения.

## Проблемы взыскания задолженности после решения суда
Как правило, на данном этапе, большинство компаний вынуждено ожидать результатов работы судебных приставов. При этом, средства, депонированные заёмщику, из оборота извлекаются, что ведёт к дополнительным финансовым потерям кредиторов.
Дебиторская задолженность в ряде случаев может подлежать купле-продаже. Среди потенциальных покупателей долга можно выделить конкурирующие компании и коллекторские агентства.